# Zugerberg
Der Zugerberg ist ein Bergrücken im Schweizer Kanton Zug mit einer maximalen Höhe von 1039 m ü. M., der höchste Punkt trägt den Namen Hünggigütsch.

## Berg
Der Zugerberg liegt am Ostufer des Zugersees, westlich des Lorzen- und Hüritals. Er besteht aus gefalteter und im südlichsten Teil aufgeschobener subalpiner Molasse. Südlich schliesst, ohne wesentlichen Sattel, der bereits zur Gemeinde Walchwil gehörende Grossmattstolle (1165 m ü. M., Lage) an. Die Stadt Zug, zu der auch der Zugerberg gehört, liegt am Fusse des Bergs – der Berg gilt als Hausberg der Stadt.
Der Zugerberg ist ein beliebtes Ausflugsziel, erreichbar per Strasse oder mit der Standseilbahn der Zugerbergbahn (ZBB) von der Talstation Schönegg (Zug) aus, die mittels der Buslinie 603 von Baar via Bahnhof Zug direkt erreicht werden kann. Die Bergbahn führt in rund 8 Minuten auf 926 m ü. M. und befördert um die 350'000 Personen pro Jahr.
Über den Zugerberg führt eine Strassenverbindung von Zug nach Unterägeri über einen Sätteli (Lage) genannten Pass auf 975 m ü. M. Diese Strasse ist an Wochenenden für den privaten motorisierten Verkehr gesperrt.
Besonders im Sommer bei guten Westwindlagen ist der Zugerberg ein beliebter Ort für Gleitschirmflieger. An den Hängen bilden sich gute thermische Aufwinde und ermöglichen oft ein Fliegen bis spät am Abend.
Auf dem Zugerberg befindet sich das Internat Institut Montana.

## Geschichte
Im Ersten Weltkrieg nahm die Schweiz 1916 über 12'000 Kriegsgefangene verschiedener Nationalitäten auf. Als Kriegsverletzte wurden sie bis zum Ende des Krieges im November 1918 in verschiedenen Luftkurorten der Schweiz untergebracht, darunter am Zugerberg.
Während des Zweiten Weltkriegs bildete der Zugerberg die Reduitgrenze. Die Sperrstelle Zugerberg wurde gebaut, um diesen Eingang zum Reduit verteidigen zu können.
Von 1943 bis 1988 bestand auf dem Zugerberg eine militärische Strafanstalt Früebüel (Lage).
Während des sowjetisch-afghanischen Krieges (1979–1988) nahm die Schweiz elf der von afghanischen Widerstandskämpfern gefangen genommenen Sowjetbürger als Kriegsgefangene auf, da die Widerstandskämpfer nicht in der Lage waren, die Gefangenen gemäss den Genfer Konventionen zu behandeln. Dies geschah im Einvernehmen beider Kriegsparteien und auf Grundlage eines Vertragswerk zwischen dem Internationalen Komitee des Roten Kreuzes (IKRK) und der Sowjetunion einerseits und dem IKRK und den Partisanen andererseits. Indien und Pakistan hatten zuvor abgesagt. Die Unterbringung erfolgte für zwei Jahre auf dem Zugerberg. Damit schufen die Beteiligten zwei Premieren: zum einen wurde die Genfer Konvention erstmals auf einen Konflikt angewandt, der nicht nach Völkerrecht als Krieg galt. Zum anderen fand erstmalig die Internierung von Kriegsgefangenen in einem Drittstaat statt.
Früebüel wurde 1989 in eine ETH-Forschungsstation umgewandelt, den landwirtschaftlichen Versuchsbetrieb Früebüel.

## Moorlandschaft Zugerberg
Der Zugerberg ist Inventarobjekt Nr. 6 im Bundesinventar der Moorlandschaften. Mehrere Moore liegen auf dem von eiszeitlichen Gletschern modelliertem Hochplateau des Zugerbergs, das auch durch die bis ins 16. Jahrhundert zurückreichende Allmende geprägt ist. Die Moore wurden seit Jahrhunderten zur lokalen Torfgewinnung verwendet, im Ersten Weltkrieg wurde im Eigenried begonnen, im industriellen Massstab Torf abzubauen. Dieser Abbau wurde bis in die frühen 1980er Jahre fortgesetzt. Heute erinnern noch hölzerne Schuppen, «Turbenhäuschen» genannt, an den Torfabbau.
Die Turbenhäuschen dienten der Lagerung der getrockneten Turben, wie die gestochenen Torfportionen genannt wurden.

## Bilder

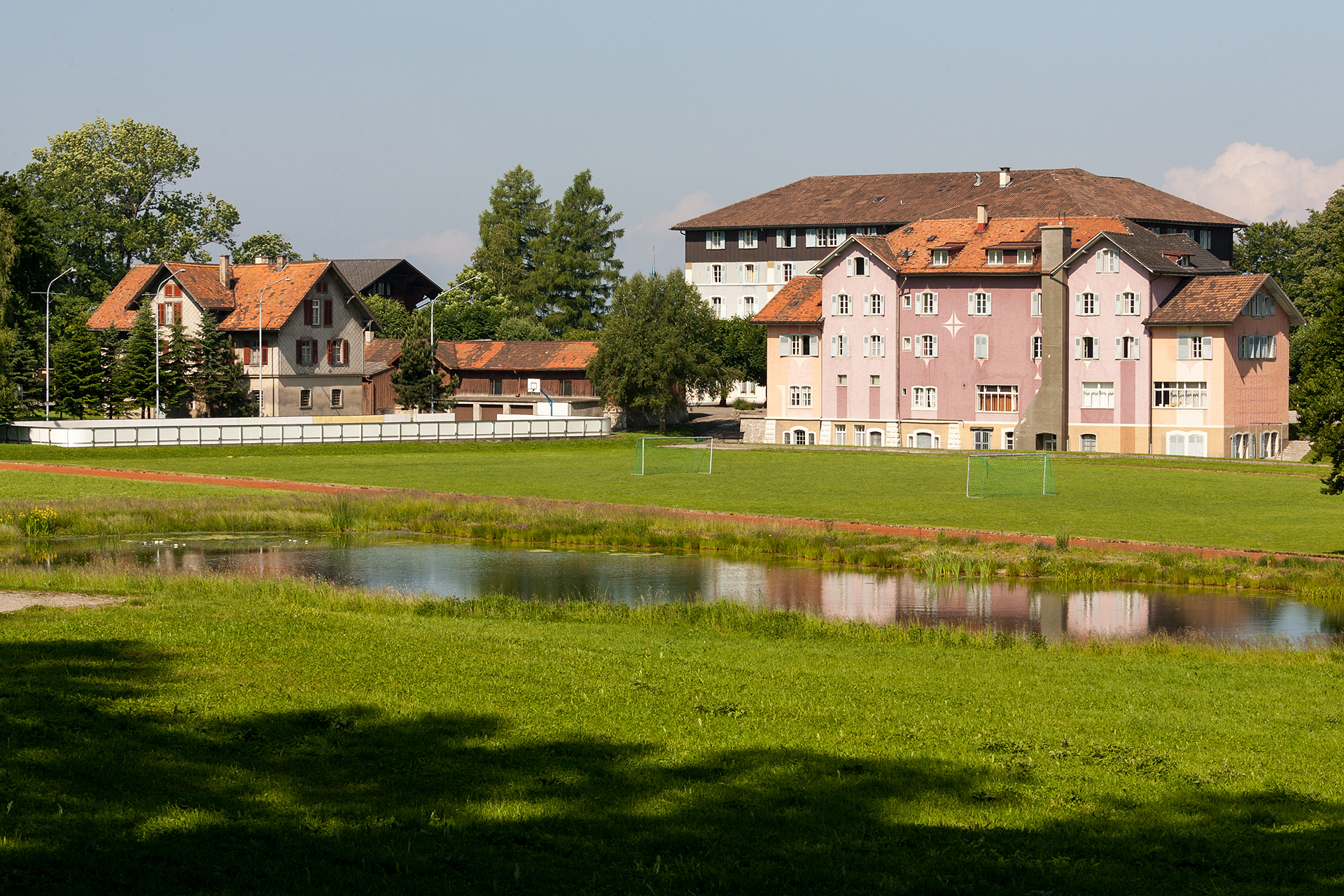
Institut Montana
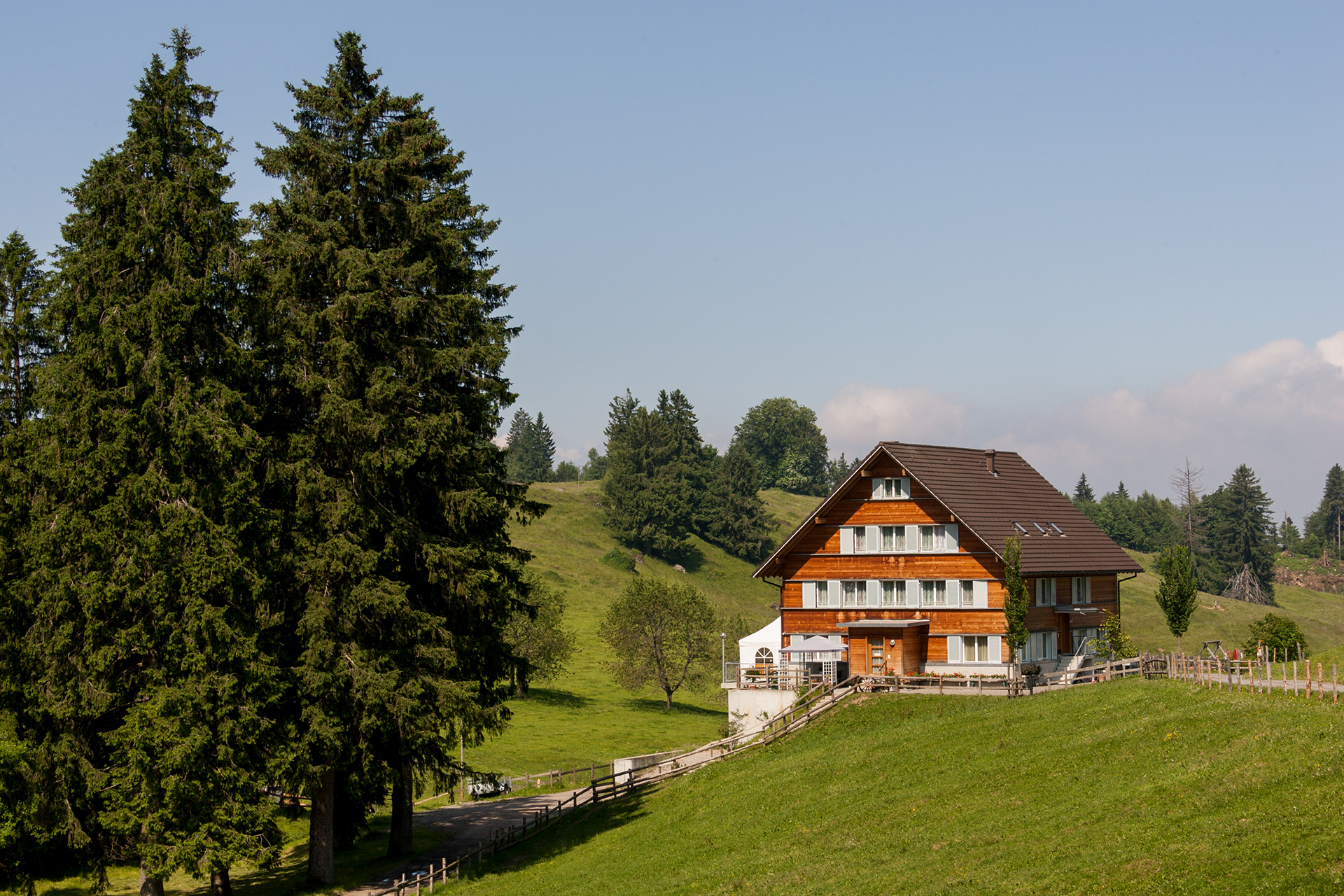
Hinterer Geissboden
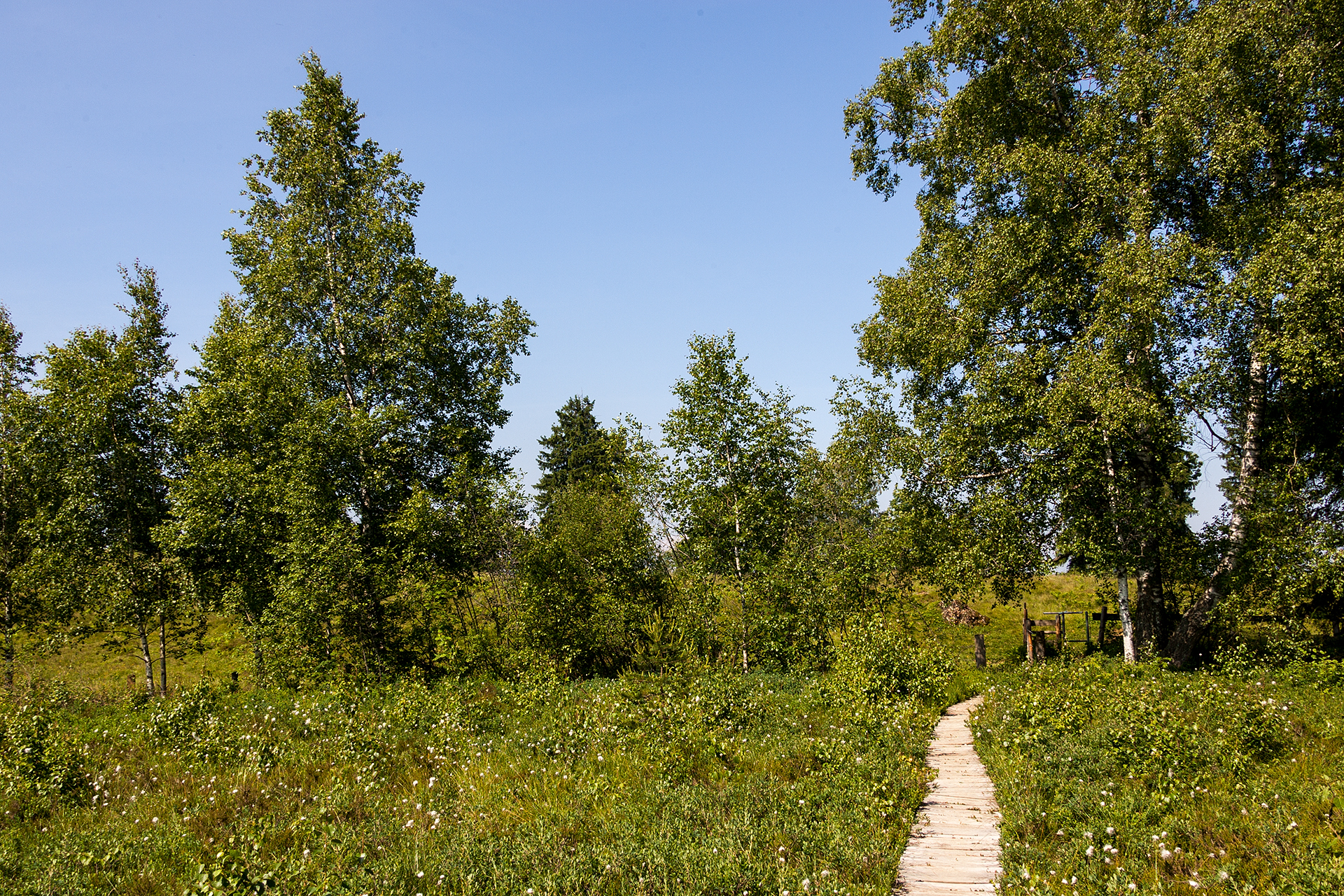
Moorlandschaft
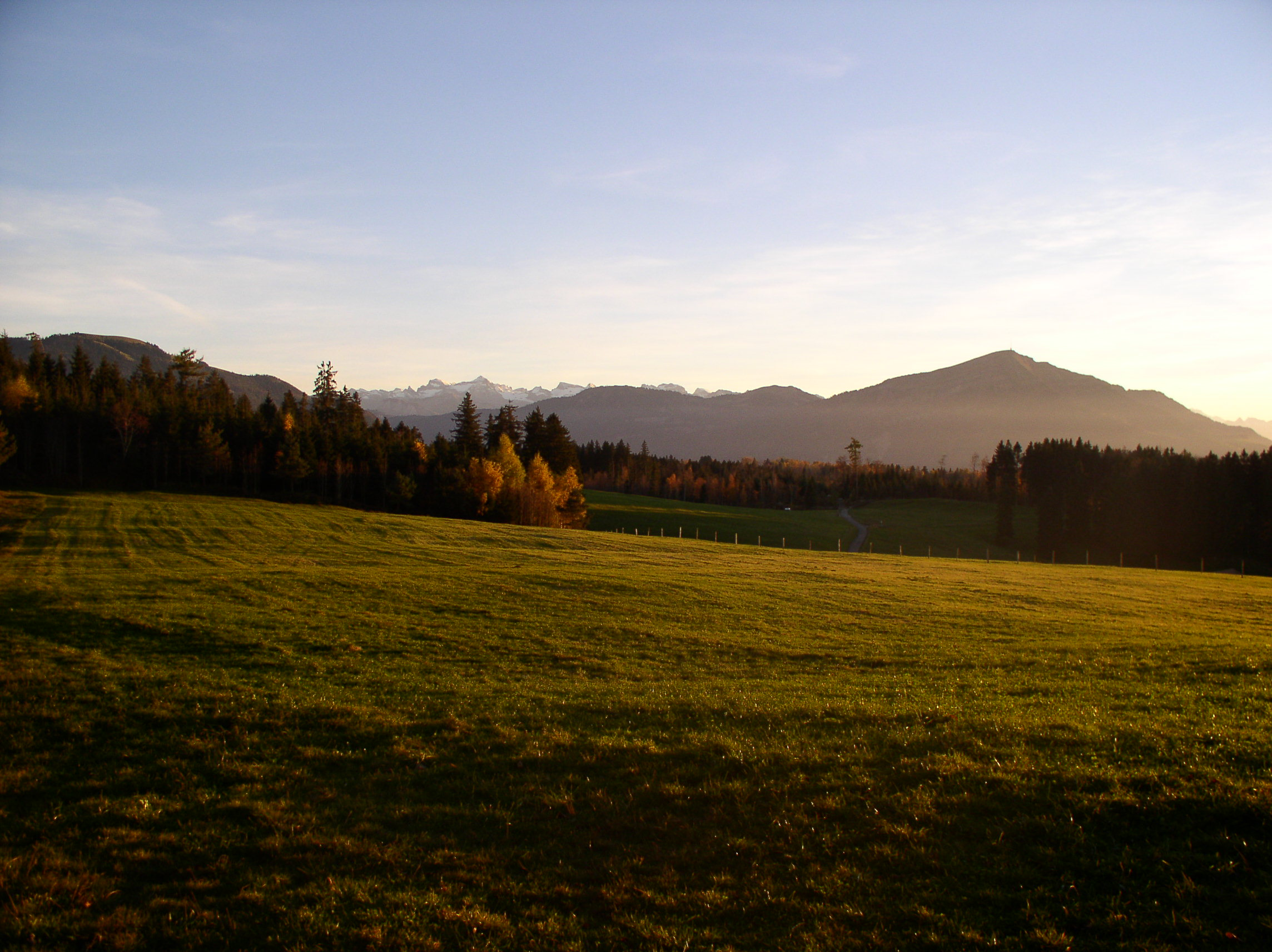
Moorlandschaft